# Роки Форк Појнт (Охајо)
Роки Форк Појнт (енгл. Rocky Fork Point) насељено је место без административног статуса у америчкој савезној држави Охајо.

## Демографија
По попису из 2010. године број становника је 639.
| Група             | 2000.    | 2010.       |
| Белци             | 0 (0,0%) | 623 (97,5%) |
| Афроамериканци    | 0 (0,0%) | 2 (0,3%)    |
| Азијати           | 0 (0,0%) | 3 (0,5%)    |
| Хиспаноамериканци | 0 (0,0%) | 10 (1,6%)   |
| Укупно            | 0        | 639         |